# Franck Vermeulen
Pour les articles homonymes, voir Vermeulen.
Franck Vermeulen, né le 10 avril 1976 à Argentan, est un coureur cycliste français membre des équipes continentales Véranda Rideau Sarthe en 2012 puis Roubaix Lille Métropole de 2013 à 2014. Son palmarès comprend plus de quatre-vingt victoires chez les amateurs et les professionnels mais il a surtout la particularité d'être devenu coureur cycliste professionnel à plus de trente-cinq ans.

## Biographie

### Carrière cycliste

#### Carrière chez les amateurs
Franck Vermeulen est le fils de Daniel Vermeulen, ancien cycliste professionnel et champion de France du contre-la-montre par équipes en 1966. Il est pendant quinze ans une figure incontournable du peloton amateur. Membre de plusieurs clubs (à l'instar du VC Rouen 76 entre 2004 et 2010), Il gagne des épreuves comme Paris-Rouen en 2005, le Tour de Seine-Maritime en 2006, le Circuit des plages vendéennes (dont il remporte la dernière étape devant Damien Gaudin) et le Grand Prix de Luneray en 2007, la deuxième étape des Trois jours de Cherbourg en 2008 ou encore le Trio normand en 2010. Il dispute aussi huit fois le Tour de Normandie (une épreuve inscrite au calendrier de l’UCI Europe Tour) au cours de cette période et remporte le maillot de meilleur normand en 2010.
En 2011 il signe une licence avec l'équipe  Véranda Rideau Sarthe qui fait partie des clubs de Division Nationale 1 de la FFC en cyclisme sur route et qui compte sur ses qualités de rouleur. Il s'adjuge plusieurs victoires dont le contre-la-montre de Ménestreau-en-Vilette, le Souvenir Eudeline à Bourneville, la nocturne de Pont-Audemer ou encore le Chrono de Tauxigny pour la troisième année consécutive (il détient par ailleurs le record de l'épreuve depuis 2010).

#### Carrière professionnelle

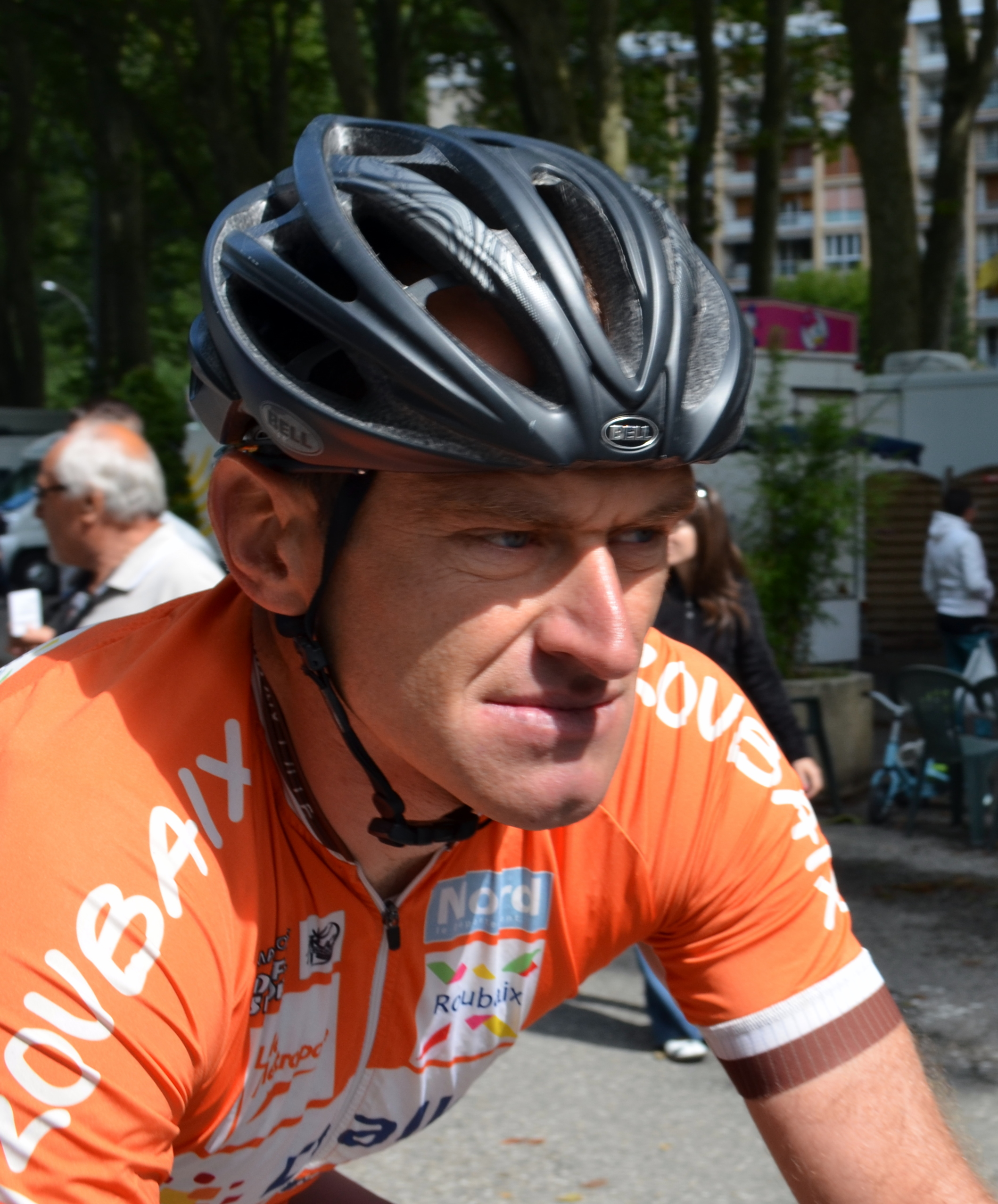
Franck Vermeulen au Tour de l'Ain (édition 2014).

Sa formation fait le choix de passer à l'échelon supérieur en 2012 et de devenir une équipe continentale. Conservé dans l'effectif à l'intersaison par ses directeurs sportifs Franck Vermeulen se retrouve donc professionnel au sein de Véranda Rideau Sarthe. Il est alors âgé de plus de trente-cinq ans. Pour ses débuts à ce niveau, il s'échappe lors du Grand Prix d'ouverture La Marseillaise (sa première course chez les professionnels) mais il est repris dans le col de l'Espigoulier. Quelques jours plus tard il termine second de la troisième étape de l'Étoile de Bessèges derrière Pierre Rolland, et s'adjuge aussi la seconde place du classement général de l'épreuve disputée du premier au cinq février. Cette performance ne manque pas de surprendre certains observateurs qui découvrent ce néophyte d'un âge bien avancé,,. Au mois de juin, il se classe quatrième d'une étape de la Ronde de l'Oise puis dixième du Chrono des Nations-Les Herbiers-Vendée en fin d'année.
Comme son coéquipier Maxime Le Montagner, il rejoint la formation Roubaix Lille Métropole en 2013 après avoir été en contact avec deux équipes belges. Son début de saison est perturbée par une chute et une fracture de la clavicule. Au mois de juillet, il est second du Trophée des champions. Le 15 août il termine une nouvelle fois deuxième au Grand Prix de Gommegnies derrière son coéquipier roubaisien Kévin Lalouette mais devant Maxime Le Montagner qui finit troisième. Il contribue ainsi à offrir à son équipe un triplé inédit sur cette épreuve. 
L'année suivante, il obtient à trente-huit ans sa première victoire professionnelle lors de la 1re étape de Paris-Arras Tour (contre-la-montre par équipes). Il s'adjuge aussi quelques places honorifiques lors de courses disputées en France et en Belgique.
À la fin de la saison 2014 il décide, comme Sébastien Hinault l'autre doyen du peloton français, d'arrêter sa carrière professionnelle. Si son parcours peut sembler atypique, il lui a tout de même permis d'engranger plus de 80 victoires (dont Paris-Rouen, le Tour de la Porte Océane, ou le Circuit des plages vendéennes)  ainsi que plusieurs épreuves contre-la-montre chez les amateurs et les professionnels.

### Reconversion professionnelle
Il intègre l'encadrement de l'équipe Roubaix Lille Métropole en 2015, position qu'il occupe toujours en 2025.

## Palmarès
- 1999

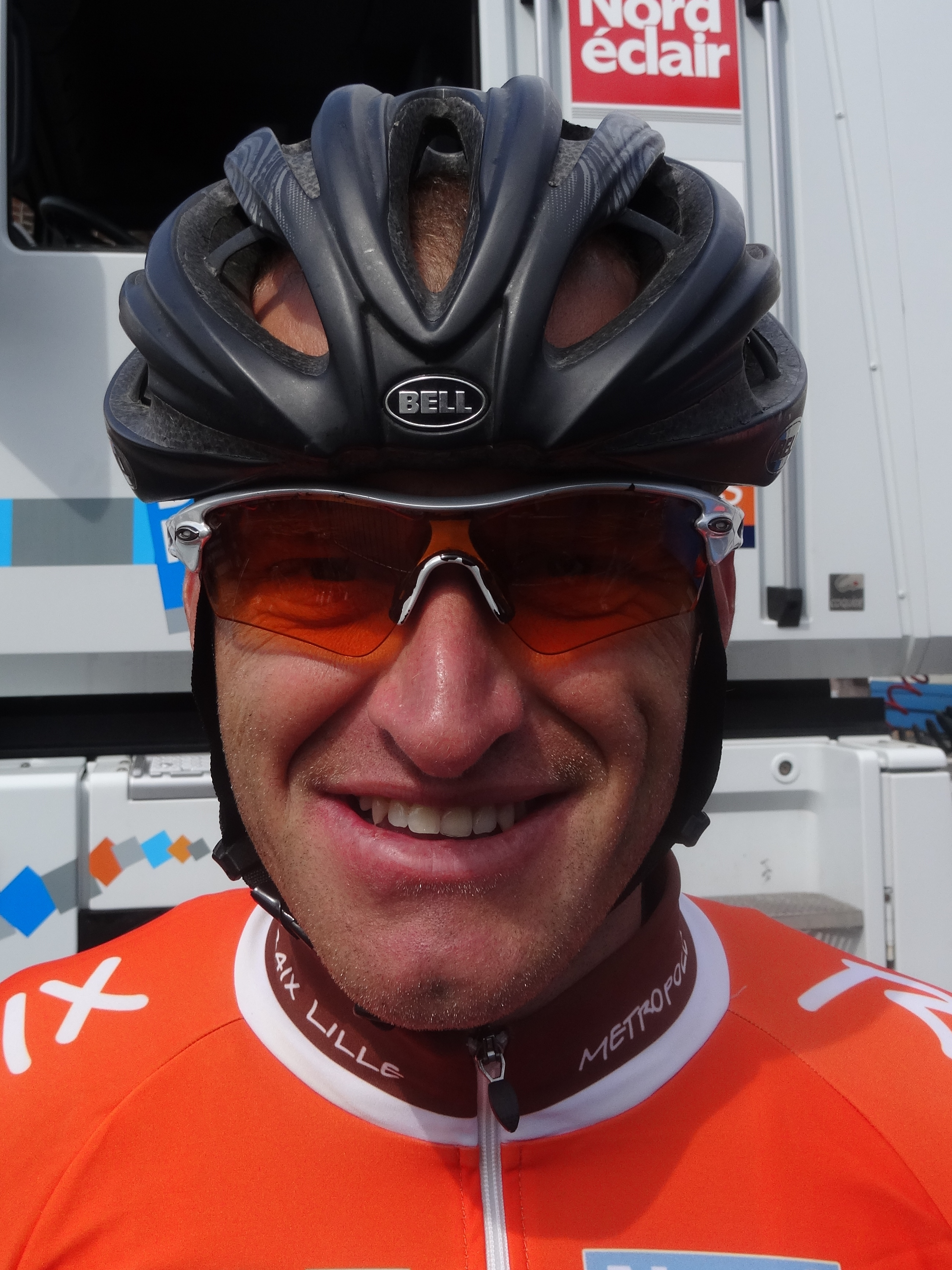
Franck Vermeulen au départ de Paris-Arras Tour (le 23 mai 2014).

  - 2e du Grand Prix de Saint-Hilaire-du-Harcouët
  - 2e de La Gislard
- 2005
  - Paris-Rouen
  - 3e du championnat de Normandie
  - 3e du Trio normand
- 2006
  - Boucles de l'Eure
  - Tour de la Porte Océane
  - 3e du Trio normand
- 2007
  - Circuit des plages vendéennes :
    - Classement général
    - 8e épreuve

  - Grand Prix de Luneray
  - Grand Prix de Lambres-lez-Douai
  - 3e de Paris-Ézy
- 2008
  - 5e étape du Tour de la Dordogne
  - 2e étape des Trois Jours de Cherbourg
  - 2e du Grand Prix des Flandres françaises
  - 3e du Grand Prix de Saint-Hilaire-du-Harcouët
  - 2e du Grand Prix de Fougères
  - 3e du Tour de la Manche
- 2009
  - Chrono de Tauxigny
- 2010
  - Boucles de l'Eure
  - 2e étape des Deux Jours cyclistes de Machecoul
  - Chrono de Tauxigny
  - Trio normand (avec Nicolas Giulia et Christopher De Souza)
  - 3e des Deux Jours cyclistes de Machecoul
- 2011
  - Souvenir Eudeline
  - Chrono de Tauxigny
  - Contre-la-montre de Ménestreau-en-Vilette
  - 2e du Chrono des Essarts
  - 2e du Trio normand
- 2012
  - 2e de l'Étoile de Bessèges
  - 2e du Grand Prix de Saint-Hilaire-du-Harcouët
  - 2e du Trio normand
- 2013
  - 2e du Trophée des champions
  - 2e du Grand Prix de Gommegnies
- 2014
  - 1re étape du Paris-Arras Tour (contre-la-montre par équipes)

## Notes et références

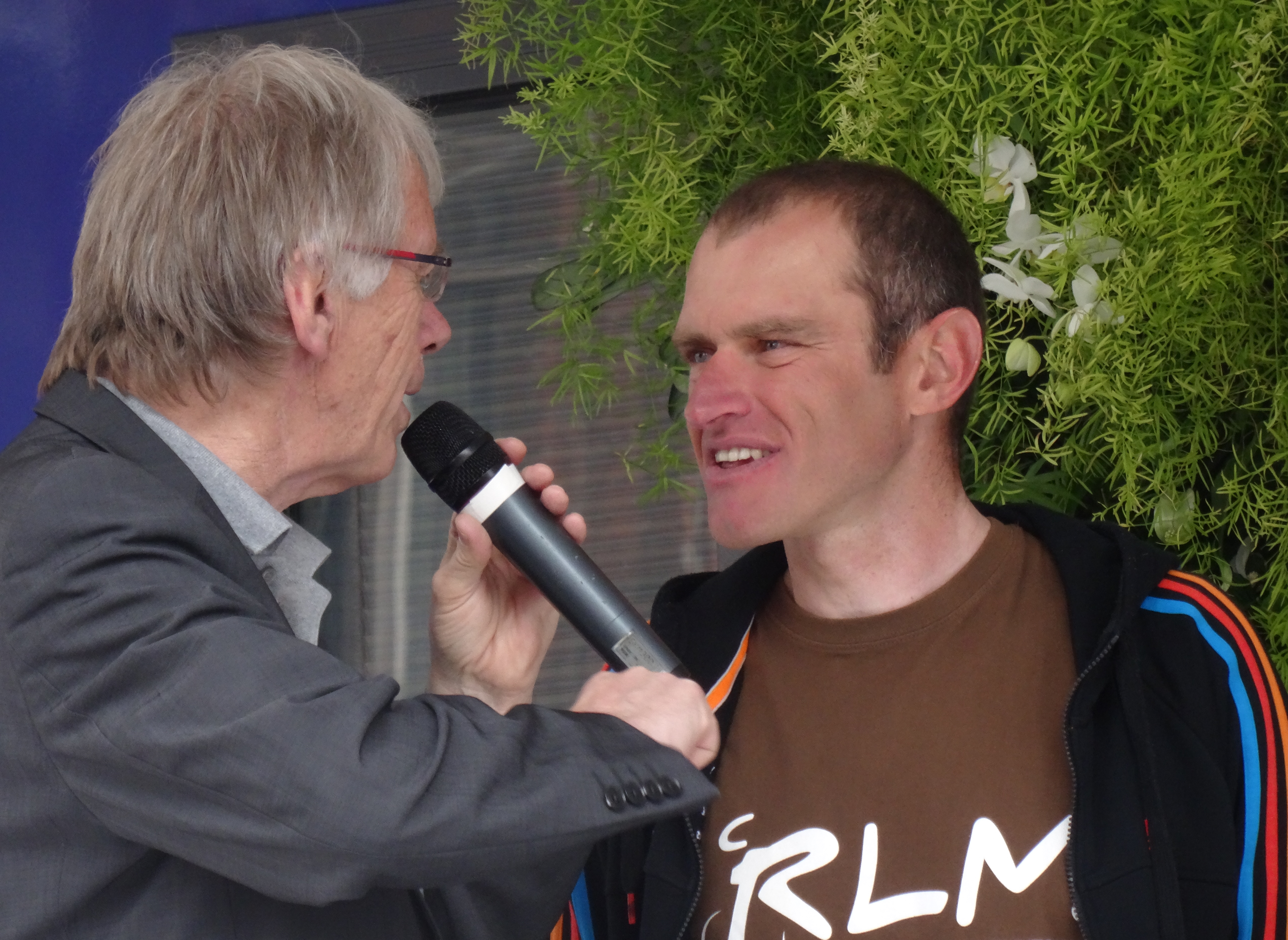
Franck Vermeulen avec Daniel Mangeas lors de Paris-Arras Tour (le 25 mai 2014).

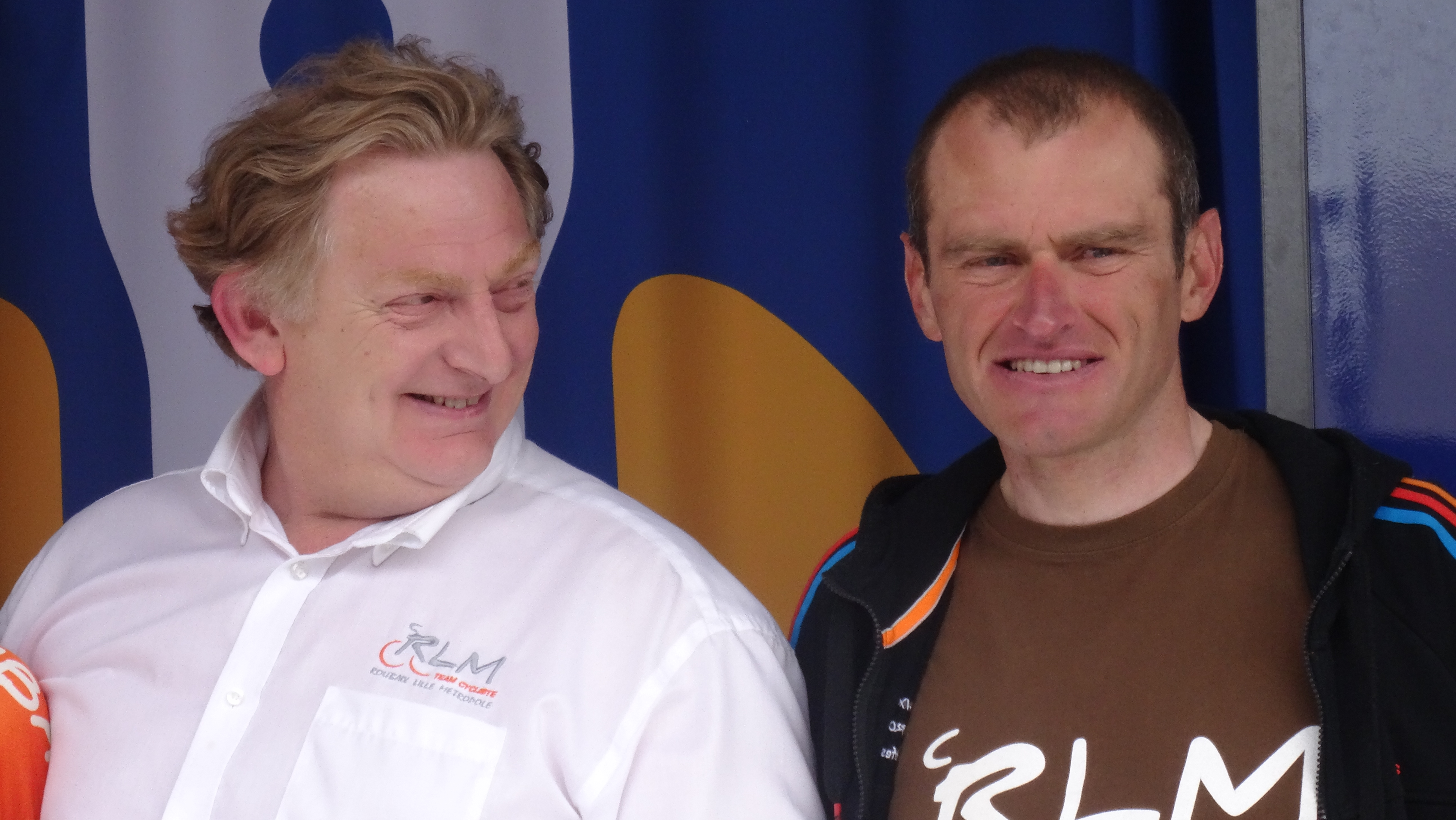
Franck Vermeulen et Frédéric Delcambre (directeur sportif de Roubaix Lille Métropole) lors de Paris-Arras Tour (le 25 mai 2014).

## Classements mondiaux
| Année           | 2008 | 2009 | 2010 | 2011 | 2012 |
| --------------- | ---- | ---- | ---- | ---- | ---- |
| UCI Europe Tour | 903e |      |      |      | 194e |